# Anna Bolena

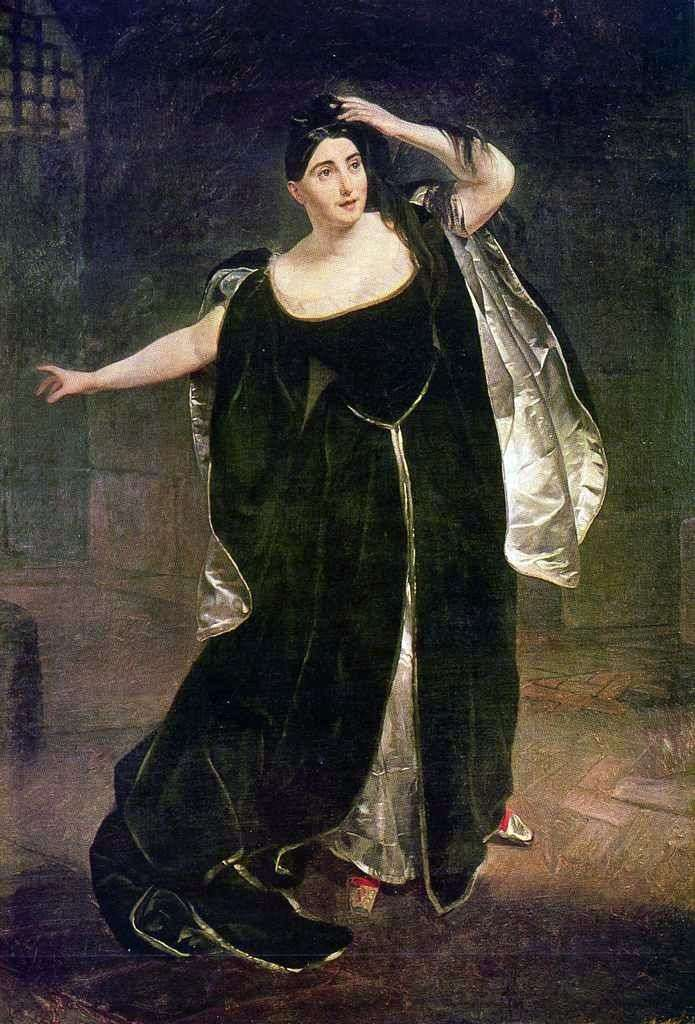
Giuditta Pasta no papel de Anna Bolena

Anna Bolena  é uma ópera em dois atos, de Gaetano Donizetti, com libreto de Felice Romani. Estreou no Teatro Carcano de Milão em dezembro de 1830.

## Sinopse
Na corte do rei Henrique VIII de Inglaterra, no ano de 1536

### Ato I
Os cortesãos próximos de Henrique VIII, comentam que o rei se cansou da sua esposa e está procurando o amor de outra dama. 
Giovanna Seymour, que é precisamente o alvo das atenções do rei, é chamada à presença de Anna Bolena, mas tranquiliza-se ao ver que a rainha só quer companhia.
O pajem Smeton interpreta uma canção à harpa, mas Anna está preocupada e fá-lo calar. A rainha sai, e Giovanna vê-se assediada pelo rei que chega nesse momento. Giovanna diz-lhe que só o matrimónio poderia justificar uma relação amorosa e o rei decide fazê-la sua esposa alegando que Anna Bolena lhe é infiel. 
O irmão de Anna, Lord Rochefort, surpreende-se ao ver no palácio Lord Percy, antigo namorado de Anna.  Percy foi chamado à corte depois de um longo exílio; o rei, o seu confidente Hervey e Anna aparecem e Henrique VIII observa satisfeito, a emoção que Anna sente, ao ver o seu antigo amante.  O rei pede a Hervey que espie Percy para ver se consegue apanhá-lo em situação comprometedora com a rainha. 
Numa galeria dos aposentos de Anna, o pajem Smeton, enamorado dela, roubou um medalhão com o seu retrato e agora quer restituir-lho, mas a chegada de Rochefort, Percy e Anna obrigam-no a esconder-se atrás de uma cortina. A conversa de Percy e Anna é muito imprudente, mas Percy insiste em saber se alguma vez o amou e, quando ela lhe diz que se vá embora, Percy tenta suicidar-se com a sua espada. Julgando que Anna está perigo, Smeton sai do esconderijo justamente quando chega o rei; conturbado, Smeton deixa cair o medalhão com o retrato da rainha. Henrique VIII tem agora motivos para a acusar e refuta as indignadas palavras de Anna dizendo-lhe que será submetida a juízo.

### Ato II
As damas da corte comentam que o séquito de aduladores da rainha desertaram e foram com Giovanna. Hervey informa a rainha disso. 
Giovanna, cheia de remorsos, vem a ver a rainha; esta maldiz a cortesã que seduziu o rei, mas Giovanna confessa-lhe que a culpada é ela. Anna, generosamente, perdoa-a. Anna apresenta-se diante de Henrique VIII para se queixar de como é tratada; o rei finge que a principal acusação são as relações de Anna com Smeton. 
A indignação de Anna é enorme e afirma que, em vista dele duvidar da sua dignidade, não lhe suplicará nada. 
Para salvar a rainha, Percy finge ter sido casado com Anna e que o matrimónio de Henrique é nulo. 
Conduzidos à prisão, o rei fica um momento só e dubitativo; apresenta-se ante ele Giovanna que lhe confessa que não quer subir ao trono, causando a morte de Anna. 
Entretanto chega a sentença do Conselho: Anna é condenada à morte. Hervey diz a Percy e a Rochefort que o rei lhes perdoa a vida, mas Percy recusa a clemência real e Rochefort, menos decidido, também. 
Rodeada das suas damas mais fiéis, Anna aparece mentalmente alterada: recorda o castelo da sua infância e o amor de Percy. De pronto se ouvem sons de sinos e cantos de júbilo: o rei não pôde esperar, nem sequer pela execução, para se casar com Giovanna. 
Isto faz voltar a si Anna, que invetiva os contraentes mas, finalmente, perdoa-lhes o mal que causaram e dirige-se ao suplício com pé firme. 